# Villa Barbarigo (Mirano)
Villa Barbarigo, Astori, Carraro è una villa veneta di Mirano, in provincia di Venezia. Sorge poco più a ovest del centro storico, circondata da una recente zona residenziale.

## Storia
Documentata a partire dal 1661, quando i Barbarigo la acquistarono dai Michiel, venne poi ereditata dagli Albrizzi i quali, nel 1807, la vendettero ad Antonio Astori. È divenuta di Gianni Carraro nel 1962 il quale, con la collaborazione dell'Ente per le ville venete, si è occupato del restauro dell'intero complesso. I lavori hanno permesso di ripristinare le antiche condizioni dell'edificio, eliminando le alterazioni degli interni e recuperando gli elementi originali. 

## Descrizione
La casa padronale mostra le linee tipiche del Seicento veneziano, ma il suo aspetto massiccio e squadrato risente forse degli influssi del secolo precedente. Il fronte principale è rivolto a sud, verso un piccolo giardino, e presenta grandi aperture arcuate, disposte con ritmo "incalzante", ovvero più ravvicinate al centro (in corrispondenza del salone centrale) e diradate alle estremità (per poter meglio collocare il camino e la mobilia). Le linee sono però ingentilite da alcuni elementi architettonici e artistici come le lunette cieche in corrispondenza delle finestre, la balconata centrale, le cornici a dentelli sotto la copertura e attorno alle aperture. 
Per quanto riguarda gli altri prospetti, è degno di nota quello a est su cui è addossata una torretta che racchiude una scala a chiocciola.
Gli interni sono organizzati secondo il tipico schema veneziano, con il salone passante orientato in direzione nord-sud. In seguito ai recenti restauri, sono stati recuperati numerosi componenti architettonici e decorativi di pregio, come la travatura alla Sansovino del piano terra, i pavimenti in terrazzo veneziano, le volte a vela di alcune stanze. Fra tutti, spiccano cinque resti di affreschi, individuati sotto uno spesso strato di intonaco, che decoravano lo spazio sotto le finestre del piano nobile; oggi si possono ammirare nel salone del piano terra e in una camera adiacente e raffigurano, su fondi ocra e azzurri, degli zeffiretti tra festoni e le allegorie della Fede e della Fortezza.
Accanto al palazzo, sul lato ovest, si allunga una barchessa di un solo piano, con mattoni a vista e quattro archi. Degni di nota anche il parco, dove è stata collocata un'interessante vera da pozzo (che, tuttavia, non fa parte della dotazione originaria), e la cancellata d'ingresso.